# Вингис

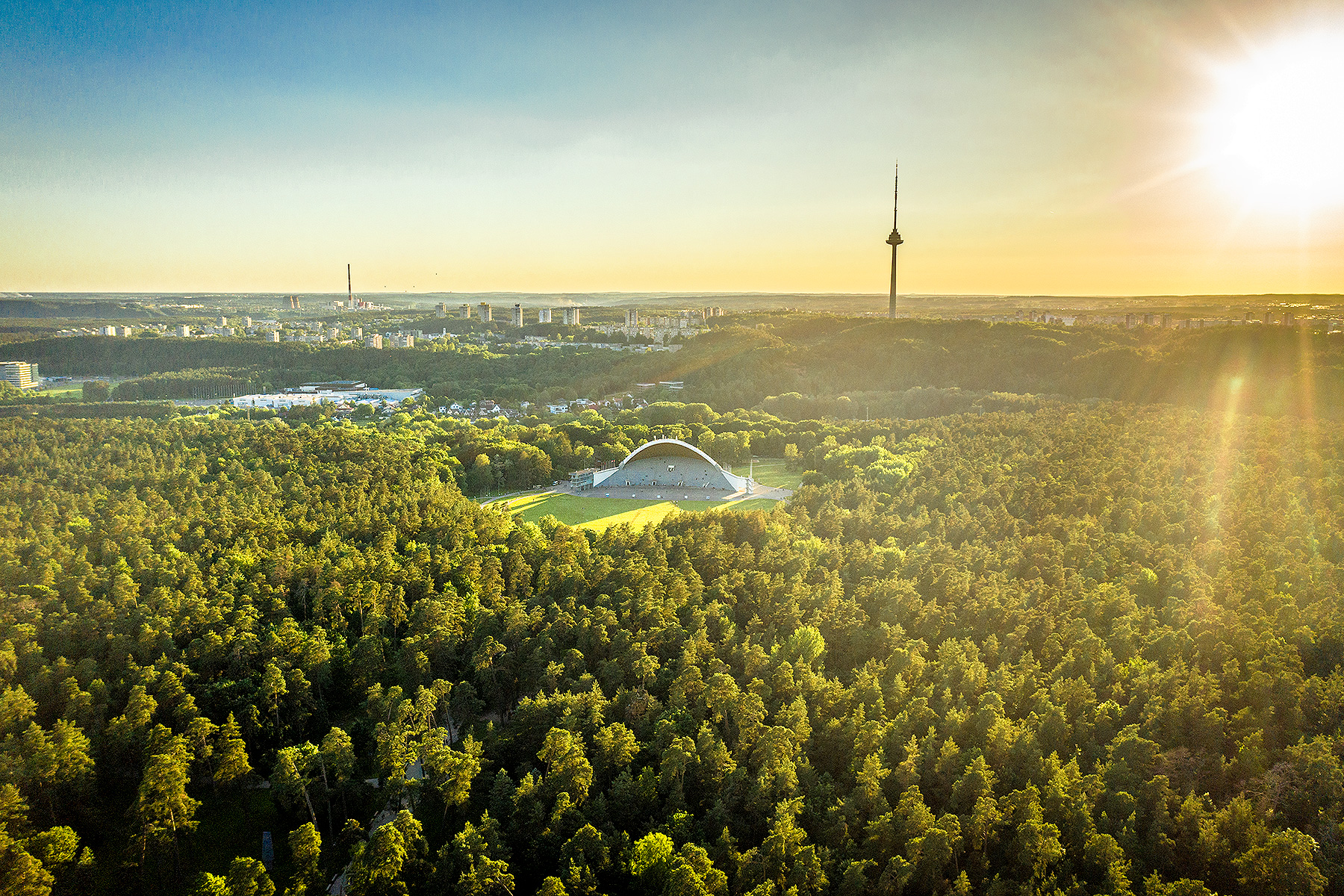
Вид с высоты птичьего полета

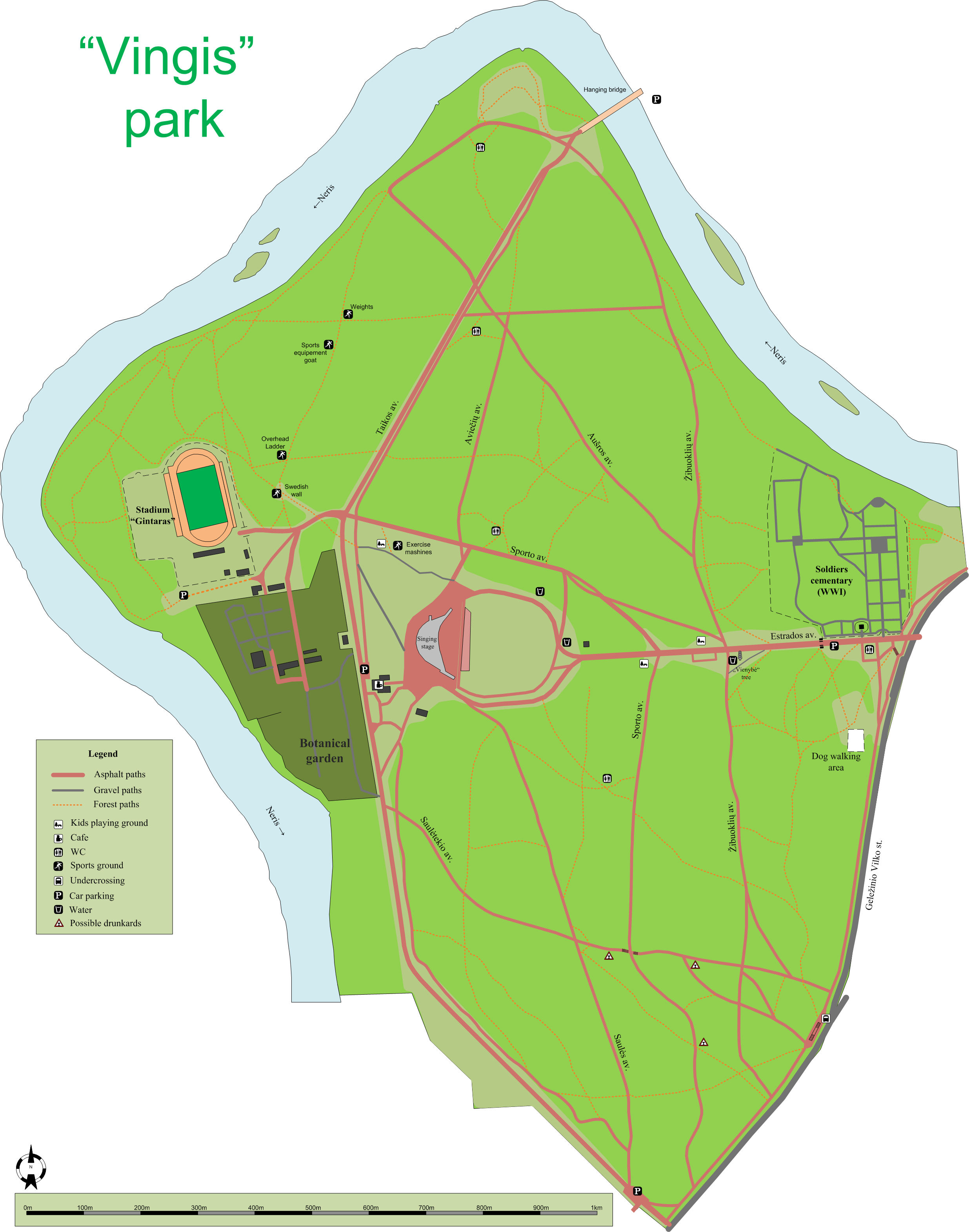
Детальная карта парка «Вингис»

Ви́нгис (лит. Vingio parkas), ранее парк Закрет (пол. Zakręt) — крупнейший парк в Вильнюсе, Литва. 
Городской парк располагается в 3 км к западу от центра города, в изгибе реки Нярис. Занимает площадь в 162 га. В парк ведут два входа — с улицы М. К. Чюрлёнё и, через пешеходный мост, — с улицы Бирутес. Название парка переводится как «изгиб». Излюбленное место пеших и велосипедных прогулок жителей, популярное место проведения массовых общественно-политических мероприятий и концертов под открытым небом.

## История

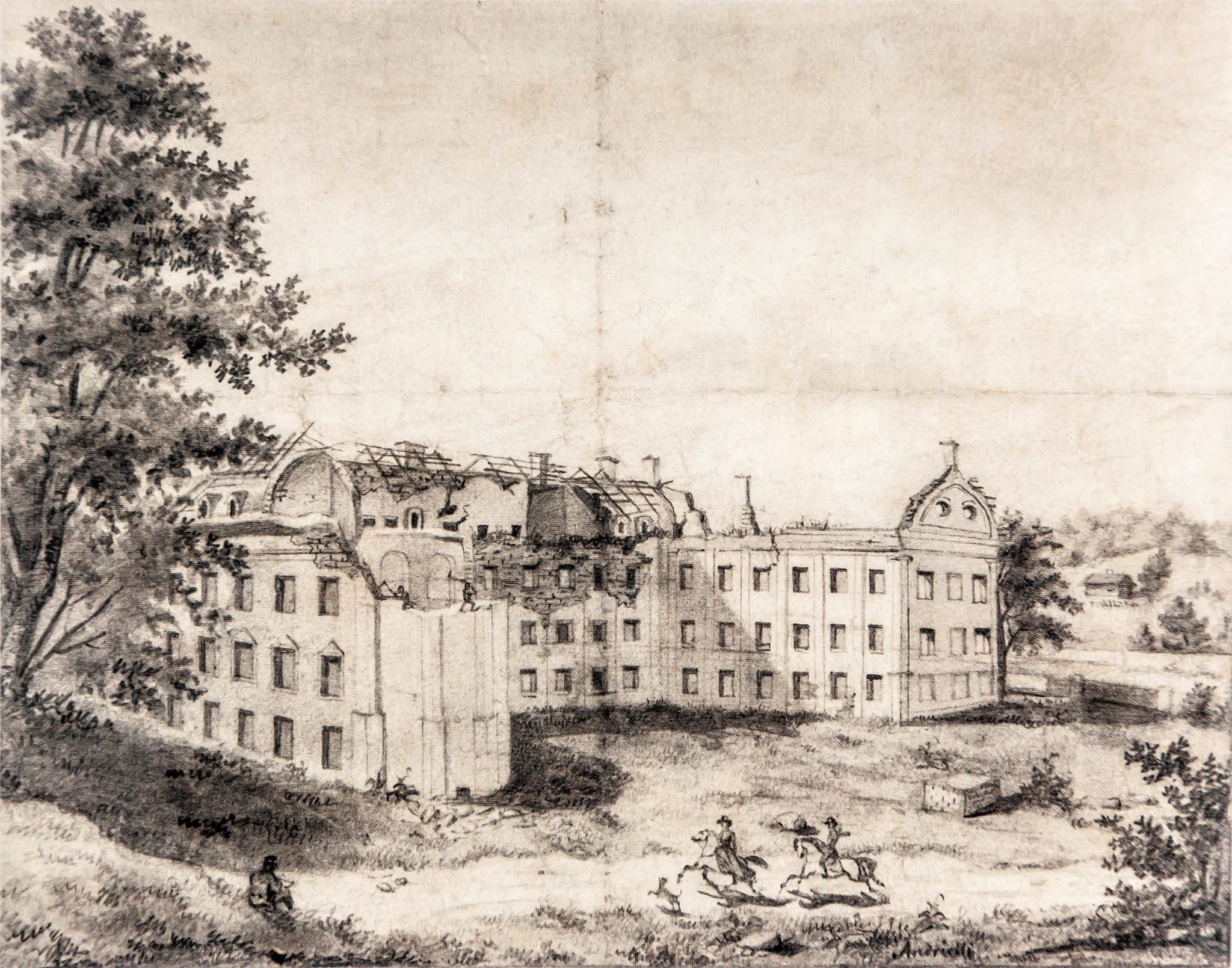
Развалины дворца в Закрете перед сносом в 1855 году.

В XV—XVI веках Лукишкский сосновый бор, с трёх сторон окружённый обрывистыми берегами реки, принадлежал магнатам Радзивиллам, затем иезуитам, позднее виленскому епископу Игнатию Масальскому. После его смерти в 1794 году имение унаследовали Потоцкие, которые продали его графу Зубову, а у него имение купил виленский генерал-губернатор Л. Л. Беннигсен.
Иезуиты в Закрете построили трёхэтажный дворец с мансардами по проекту архитектора И. К. Глаубица, который потом перестраивался другими владельцами. В летнем дворце Беннигсена в 1812 году гостил император Александр I со своим штабом. Ему понравилась живописная местность и он приобрёл у Беннигсена всю территорию Закрета.

Все военные чиновники, бывшие тогда при государе, как то: генерал- и флигель-адъютанты и прочие, вознамерились дать праздник его величеству. Для сего назначен был замок недалеко от Вильно, называвшийся Закрет, в котором во время Польши жили монахи, а после оный пожалован был графу Бенигсену. Собрали деньги, и учредителем сего праздника избран был граф Армфельд.
Для торжественного ужина в честь Александра I в Закрете архитектору Михалу Шульцу было поручено возвести павильон. Незадолго до бала павильон обрушился. Потрясённый Шульц бросился в Вилию и утонул:

Шульц поторопился исполнить поручение и, хотя времени оставалось очень немного, успел воздвигнуть столовую, отличавшуюся изяществом отделки, так что император и все гости любовались постройкою. Но за два часа до ужина крыша этой залы рухнула. Испуганный Шульц, боясь, чтобы его не сочли злоумышленником, бросился в Вилию. Тело его вытащили через несколько дней в 20 верстах от города.
Французы в закретском дворце устроили госпиталь. Он сгорел вместе с ранеными. После войны 1812 года дворец не ремонтировался и в 1855 году его остатки были разобраны. На территории Закрета был устроен артиллерийский полигон. На живописном берегу Вилии в 1857 году по инициативе генерал-губернатора В. И. Назимова был устроен кургауз с деревянным павильоном, хозяйственными постройками, разбит большой парк с липовой аллеей.

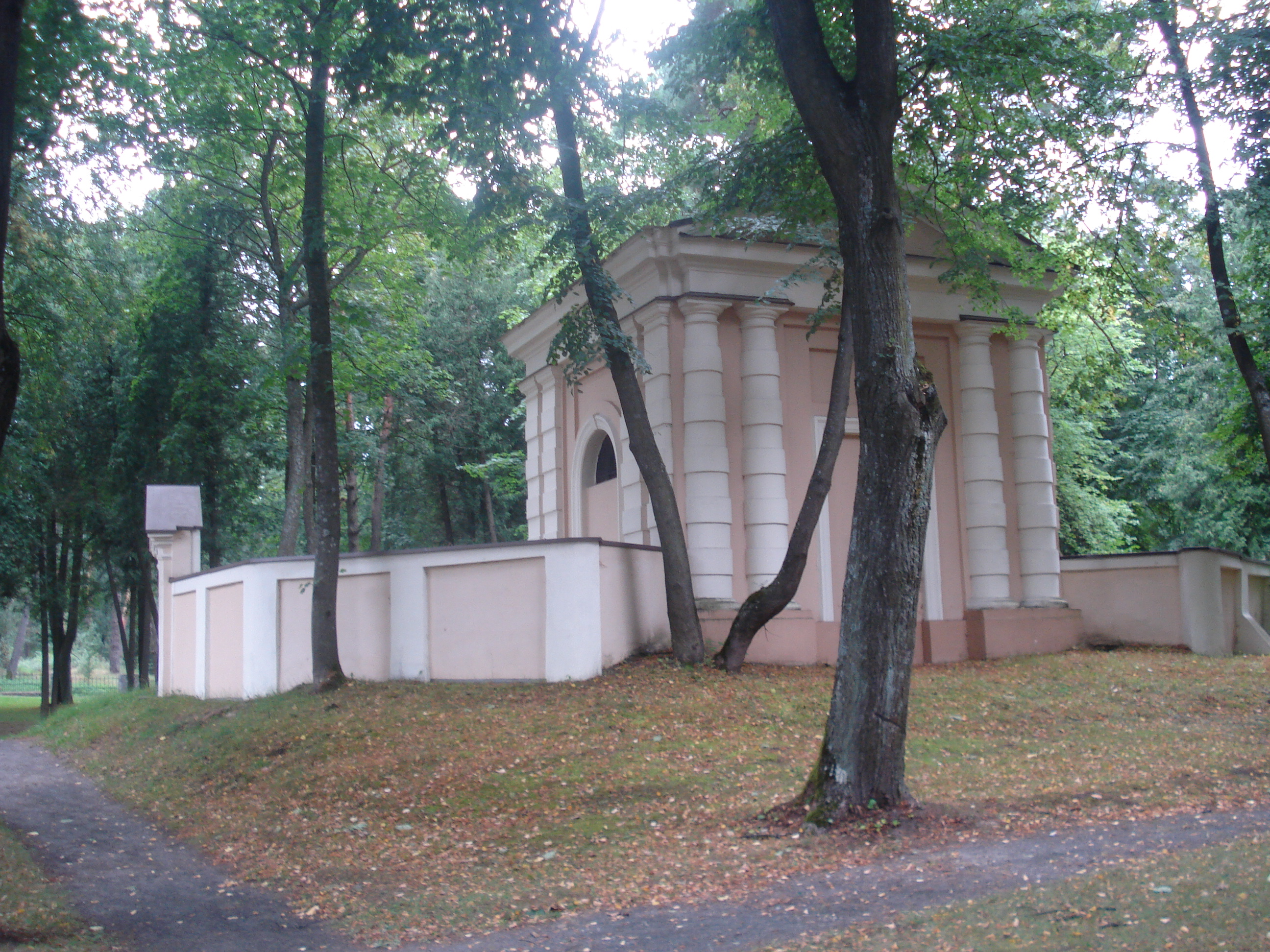
Репнинская часовня

В 1920 году в Закрете на берегу реки начал формироваться ботанический сад Университета Стефана Батория. 
В 1930 году на территории Закрета были построены склады польской армии и проложена узкоколейка.
Ботанический сад пострадал во время наводнения, затем во время Второй мировой войны. После войны часть восстановленного ботанического сада Вильнюсского государственного университета была перенесена в новое отделение университетского ботанического сада в Кайренай (1975). По состоянию на 2008 год в отделении Ботанического сада Вильнюсского университета в Вингисе действовал отдел систематики растений и географии, имелась коллекция одревесневших растений, насчитывающая 240 наименований, розы 200 сортов, коллекция луковичных растений, в том числе тюльпаны 250 наименований и лилии 700 наименований. Всего в конце 2005 года здесь насчитывалось 2300 видов растений. Площадь отделения Ботанического сада Вильнюсского университета в парке Вингис составляет 7,35 га.
В 1954 году в парке построен стадион «Трудовые резервы». 

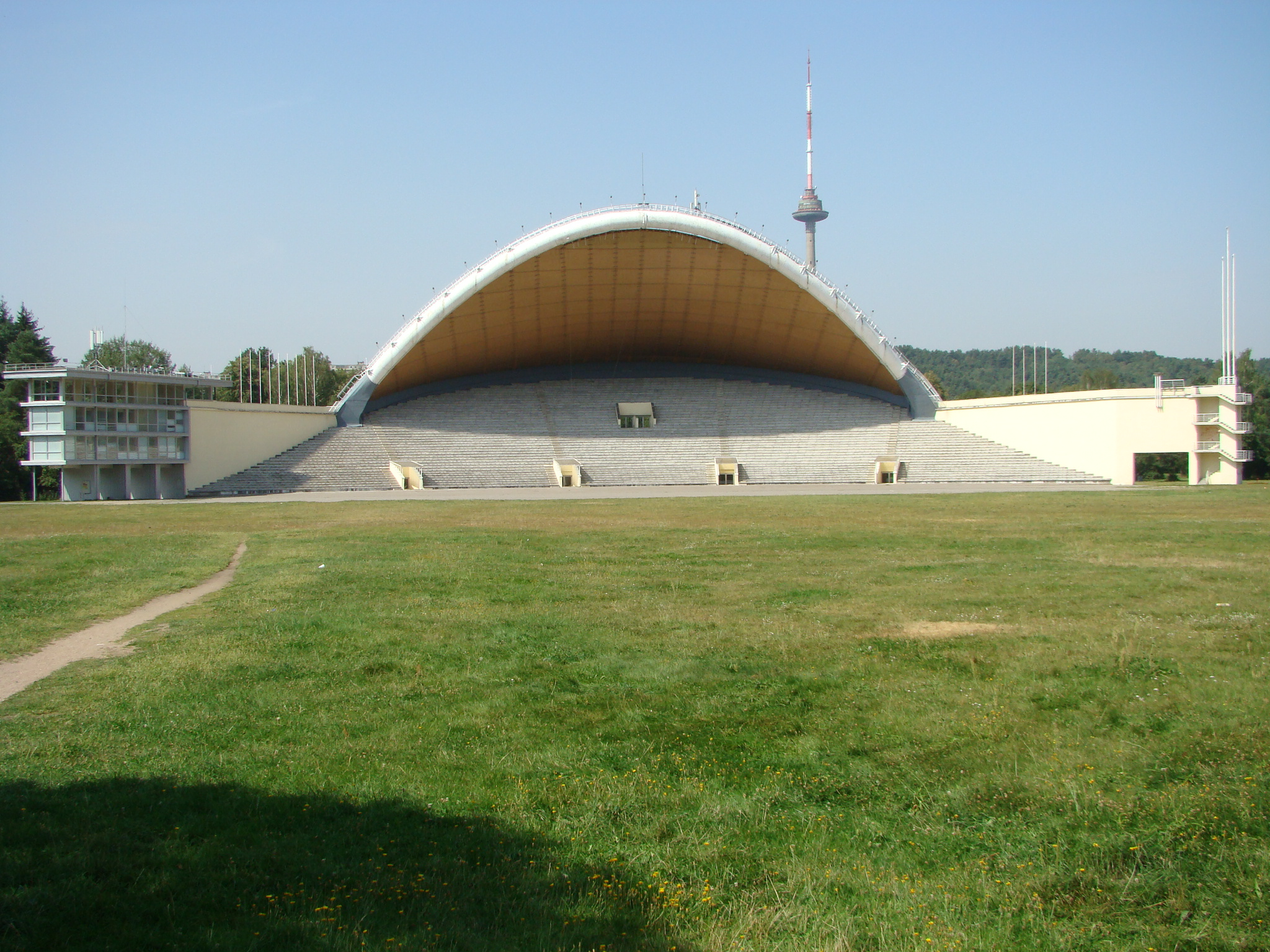
Эстрада и Певческое поле

В 1960 году парк был реконструирован и приспособлен для отдыха горожан и массовых мероприятий: в центре парка была построена большая концертная эстрада и оборудовано Певческое поле площадью 2 га (по другим сведедениям, в 4 га). Проект эстонского архитектора Алара Котли переработал и привязал к местным условиям литовский архитектор Римвидас Йонас Алекна. Здесь проходили и продолжают проходить республиканские праздники песни. 23 августа 1988 года на площади возле эстрады прошёл самый массовый митинг Саюдиса. 5 сентября 1993 года папа римский Иоанн Павел II служил здесь мессу. Эстраду вместе с расположенной на противоположном берегу Вилии телебашней можно увидеть в первой серии фильма «Приключения Электроника».
В восточной части парка, неподалёку от входа со стороны улицы М. К. Чюрлёнё, на иезуитском кладбище хоронились жертвы эпидемии чумы 1710 года. Здесь стоит построенная в 1796 году (по другим сведениям в 1799—1800 годах) Репнинская часовня, в которой покоится прах жены литовского генерал-губернатора Н. В. Репнина. Во время Первой мировой войны на бывшем иезуитском кладбище хоронились солдаты германской и австрийской армий. После Второй мировой войны часть кладбища была уничтожена и на его месте были устроены аттракционы. В настоящее время могилы германских и австрийских воинов восстановлены.

## Вильнюсская ДЖД
С 4 августа 1946 года до 1980-х годов в парке Вингис действовала детская железная дорога длиной 1,6 км с тремя станциями: «Пионерская», «Спортивная» и «Комсомольская» (до 1950-х гг. была и четвёртая станция — «Победа»).